# Høje Tatra
Høje Tatra (slovakisk og tjekkisk: Vysoké Tatry, polsk: Tatry Wysokie) er en bjergkæde i Tatrabjergene på grænsen mellem Polen og Slovakiet i Karpatene.
Vysoké Tatry bliver ofte forbundet med vintersportstedet Štrbské Pleso som ligger på sydskråningen ved foden af bjergene. Nordøst for bjergene ligger det polske vintersportssted Zakopane.
Høje Tatra består af en 26 km lang bjergkam med en række sidekamme. Hovedkammen er ingen steder under 1.900 meter. De højeste toppe når over 2.600 meter. Disse toppe er også de højeste i Karpaterne.
To tredjedele af Høje Tatra ligger i Slovakiet, mens en tredjedel ligger i Polen. I begge lande har bjergområdet status som nationalpark. Tatra Nationalpark (Tatranský národný park) i Slovakiet i 1948, og Tatra Nationalpark (Tatrzański Park Narodowy) i Polen i 1954. de tilstødende parker beskytter UNESCO's grænseoverskridende Tatra biosfærereservat. Skovgrænsen ligger omkring 1.500 moh.

## Bjergtoppe
Tabellen viser de ti bjergtoppe i Høje Tatra med højest primærfaktor. Otte af disse ligger i Slovakiet, og to (nr 4 og nr 9) ligger på grænsen mellem Polen og Slovakiet. Slovakiske navneformer er benyttet for toppene i Slovakiet, mens polske navneformer er benyttet for de to grænsetoppe med tilhørende skår. Tabellens højdeangivelser er hentet fra de seneste udgaver af tilgængelige kort.
| Nr. | Bjergtop                     | Højde (moh.) | Referensesadel                       | Sadelhøjde (moh.) | Primærfaktor (m) |
| --- | ---------------------------- | ------------ | ------------------------------------ | ----------------- | ---------------- |
| 1   | Gerlachovský štít            | 2655         | ved Vysoká øst for den mähriske port | 302               | 2353             |
| 2   | Lomnický štít                | 2634         | Svišťové sedlo                       | 2192              | 442              |
| 3   | Kriváň                       | 2494         | Nižné Kôprovské sedlo                | 2120              | 374              |
| 4   | Świnica                      | 2301         | Niżnia Czarna Ławka                  | 1950              | 351              |
| 5   | Vysoká                       | 2560         | Východná Železná brána               | 2255              | 305              |
| 6   | Ľadový štít                  | 2627         | Ľadové sedlo                         | 2341              | 286              |
| 7   | Bradavica                    | 2476         | Poľský hrebeň                        | 2200              | 276              |
| 8   | Hrubý vrch                   | 2428         | sedlo Špára                          | 2176              | 252              |
| 9   | Mięguszowiecki Szczyt Wielki | 2438         | Żabia Przełęcz                       | 2225              | 213              |
| 10  | Končistá                     | 2538         | sedlo pod Drúkom                     | 2333              | 205              |